# درون‌گرایی (معماری)
از واژه درون‌گرایی می‌توان معانی مختلفی را استنباط کرد. این واژه قبل از اینکه رنگ معماری به خود بگیرد از دیدگاه اخلاقی و عرفانی نیز در بر گیرنده معانی و مفاهیمی می‌باشد تودار بودن، گرایش به حالات درونی و پرهیز از نشان دادن آن حالات به صورت تظاهر، بعضی از این معانی می‌باشد. بحث نپرداختن به ظاهر و در عوض کار بر روی درون و حالات درونی، از طرف بعضی کارآشنایان به مباحث معماری، به داخل این عرصه نیز کشیده شده است تا جایی که معماران ایران را از این نظر که در نمای بیرون آن و در گذرهای پر پیچ و خم چیزی جز خشت و گل دیدیه نمی‌شود ولی در داخل دنیایی از پرکاری و زیبایی دارد، درونگرا نامیده‌اند.

## ویژگی‌ها
قبل از هرچیز می‌بایست ویژگی‌های یک خانه درونگرا را معرفی کرد. این ویژگی‌ها به اختصار عبارتند از:
1. نداشتن ارتباط بصری مستقیم فضاهای داخل با فضای شهری بیرون خود.
2. فضاهای مختلف آن را عنصری مانند حیاط یا صفه‌های سرپوشیده سازماندهی کرده است به نحوی که روزن‌ها و بازشوها به طرف این عناصر باز شوند.[۱]